# Назарук Осип Тадейович
О́сип Тадейович Назару́к (31 серпня 1883, Бучач, нині Тернопільської області — 31 березня 1940, Краків) — український громадський і політичний діяч, письменник, журналіст, публіцист, правник.

## Життєпис

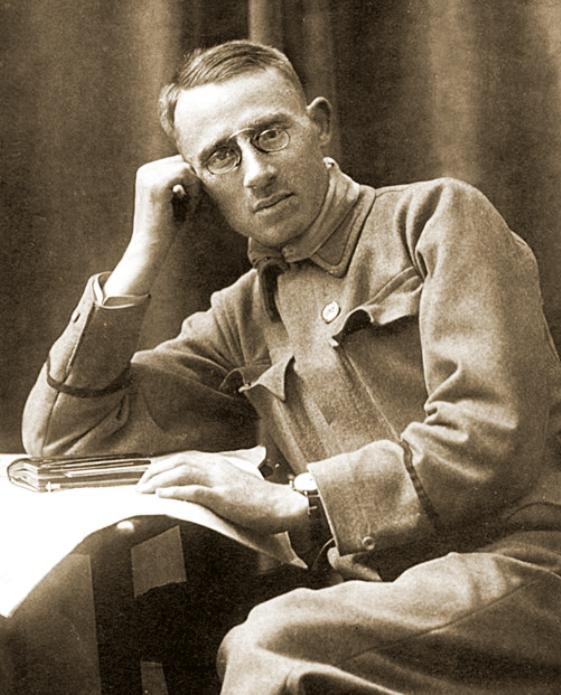
Осип Назарук

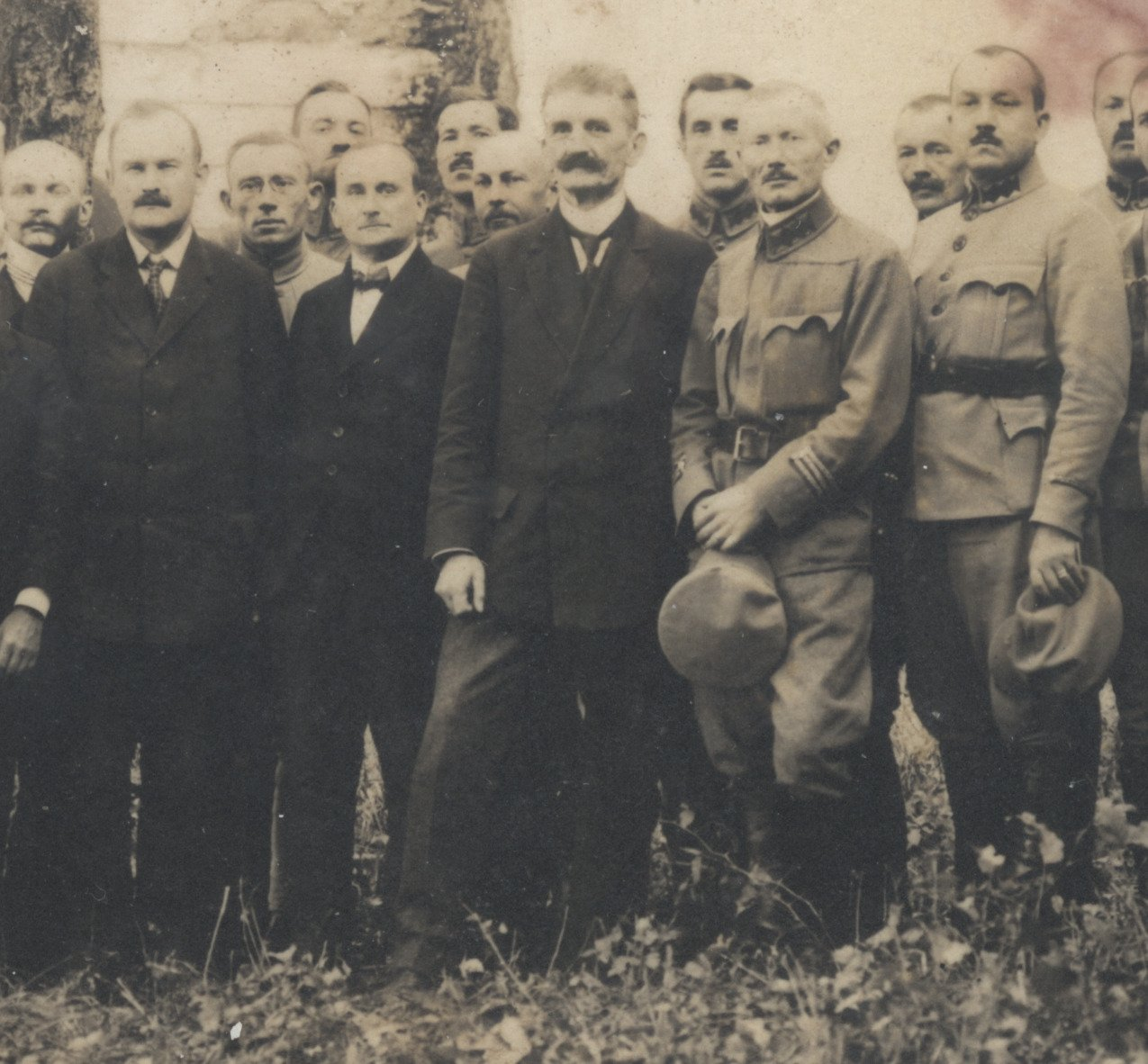
У першому ряді зліва направо: Сидір Голубович, позаду Осип Назарук, Степан Витвицький, Євген Петрушевич, позаду Євген Коновалець, Стефан Чмелик, Ярослав Селезінка (у Кам'янці на Поділлі, 1919 р.)

Народився 31 серпня 1883 року в м. Бучачі, нині Тернопільська область, Україна (тоді Королівство Галичини і Володимирії, Австро-Угорщина); за іншими даними — у місті Язловець) в родині кушніра (гробівець батьків, Тадея та його дружини Анастазії з Чекановських, розташований біля церкви святого Михайла) у селі Нагірянка — нині частині Бучача).
Навчався в Бучацькій державній гімназії, де був головою таємного драгоманівського гуртка в 1900 р. За пропаґанду соціалізму Осипа відрахували з Бучацької гімназії із забороною складати матуру (іспит на атестат зрілості) в Галичині. Також навчався у Золочівській гімназії. Вивчав право у Львівському університеті, під час хліборобського страйку в Бучаччині 1902 р. разом з адвокатом у Монастириськах доктором Анзельмом Мозлєром на сторінках газети «Служба двірська» (видавали українською, польською — «Służba Dworska» — мовами) друкував матеріали на його підтримку. 1904—1905 рр. очолював роботу «Січі» (української студентської організації у Відні). У 1906—1907 рр. — голова львівської «Академічної Громади». Закінчив юридичний факультет Віденського університету у 1908 році.
За спогадами Івана Крип'якевича, мав великий вплив на його формування як особистості.
Покликанням зі студентських років стала політика, водночас шліфував публіцистичну майстерність. Результатом стала видана до 1914 року низка брошур на політичні теми. Після початку Першої світової війни — в Легіоні Українських січових стрільців (УСС), літописець — один з організаторів Пресової кватири УСС. Член Загальної Української Ради з 5 травня 1915 року.
Один із чільних членів Української радикальної партії, в якій перебував до 1922—1923 рр.
Після окупації Львова російськими військами в 1914 році керівники Союзу визволення України, переїхавши до Відня, звернулися через Осипа Назарука до Симона Петлюри з пропозицією організувати і очолити всенародний рух у підросійській Україні. Проте, Петлюра, будучи на той час активним журналістом і політичним діячем, добре розумів ризики, пов'язані з цензурою та політичними репресіями. 18 грудня 1914 року Петлюра, який тоді перебував у Києві, передав відповідь через Осипа Назарука, який перебував у Стокгольмі. Петлюра висловив підтримку ідеям національного визволення, але не міг відкрито закликати до організації збройного повстання через загрозу царської цензури.
1915 р. видав у Відні «Співанки УСС». 1916 року з друкарні Наукового товариства ім. Т. Шевченка у Львові вийшла ґрунтовна праця Осипа Назарука «Слідами Українських Січових Стрільців»; у Відні побачила світ книжка «Над Золотою Липою»; у Львові вийшла книжка — «З кривавою шляху Українських Січових Стрільців» (був безпосередньо причетний, в цю «ілюстровану збірку оповідань і описів» вклав багато праці як автор, редактор і упорядник).
1915—1918 рр. — керівник Пресової Квартири УСС. Від жовтня 1918  — секретар філії УНРади у Львові, делегат Української Національної Ради ЗУНР від Радикальної партії. 6 листопада 1918 р. зустрічався з гетьманом Павлом Скоропадським як представник Української Національної Ради ЗУНР: гетьман пообіцяв 2 млн доларів, ескадрилью літаків, кілька вагонів амуніції, відпустити з Києва Курінь Січових Стрільців (1300 чол.). Грудень 1918 — червень 1919 — керівник Головного управління преси й пропаганди уряду УНР. Один з авторів «Проскурівської Декларації Січових Стрільців» у березні 1919 р., наприкінці січня — на початку лютого 1919 р. перебував в Одесі та Бірзулі разом із Сергієм Остапенком на перемовинах з начальником штабу французьких військ полковником Фрайденберґом про порозуміння Антанти з Директорією (закінчилися нічим). Виступав на з'їзді УРП 22–23 березня та на селянсько-робітничому (трудовому) з'їзді 30–31 березня 1919 р.
Доктор Назарук був адвокатом під час розгляду справ у міському суді Сколього.

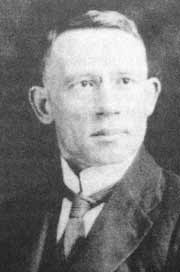
Осип Назарук. Ймовірно 1920-ті рр

У складі Українських січових стрільців (УСС) перебував у Кам'янці-Подільському (липень — жовтень 1919). З червня 1919 року керував роботою пресової квартири Української Галицької Армії. Середина липня 1919 — у складі УГА прибув до Кам'янця-Подільського, увійшов до уряду Директорії, одночасно редагував газету УГА «Стрілець». Серпень 1919 р.— здійснив наукову екскурсію до Бакоти. У видавництві «Стрілець» вийшла книжечка Осипа Назарука «До Бакоти». Враження з подорожі до української Помпеї". У Кам'янці-Подільському почав писати повість «Роксоляна».

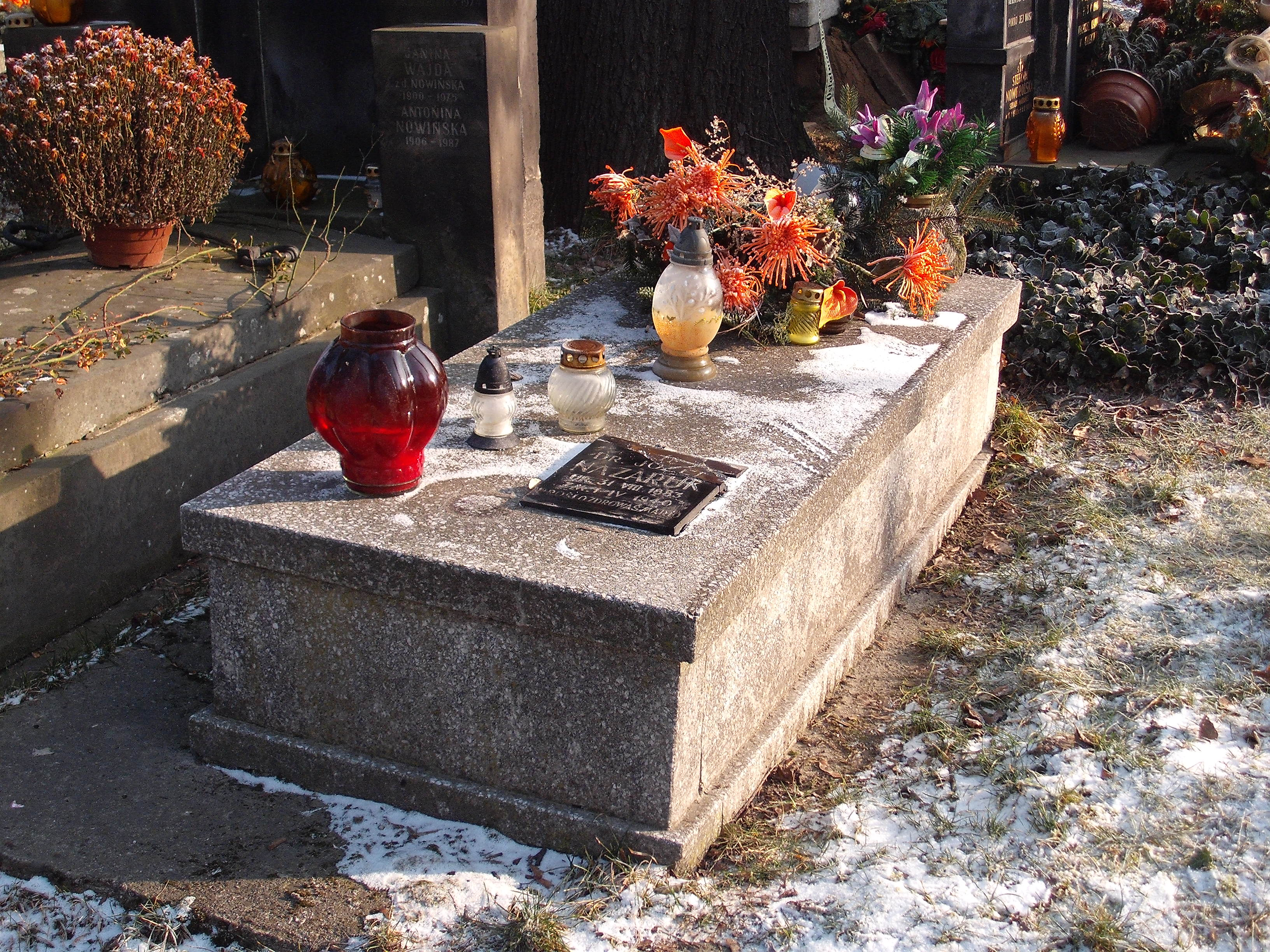
Могила Осипа Назарука в Кракові

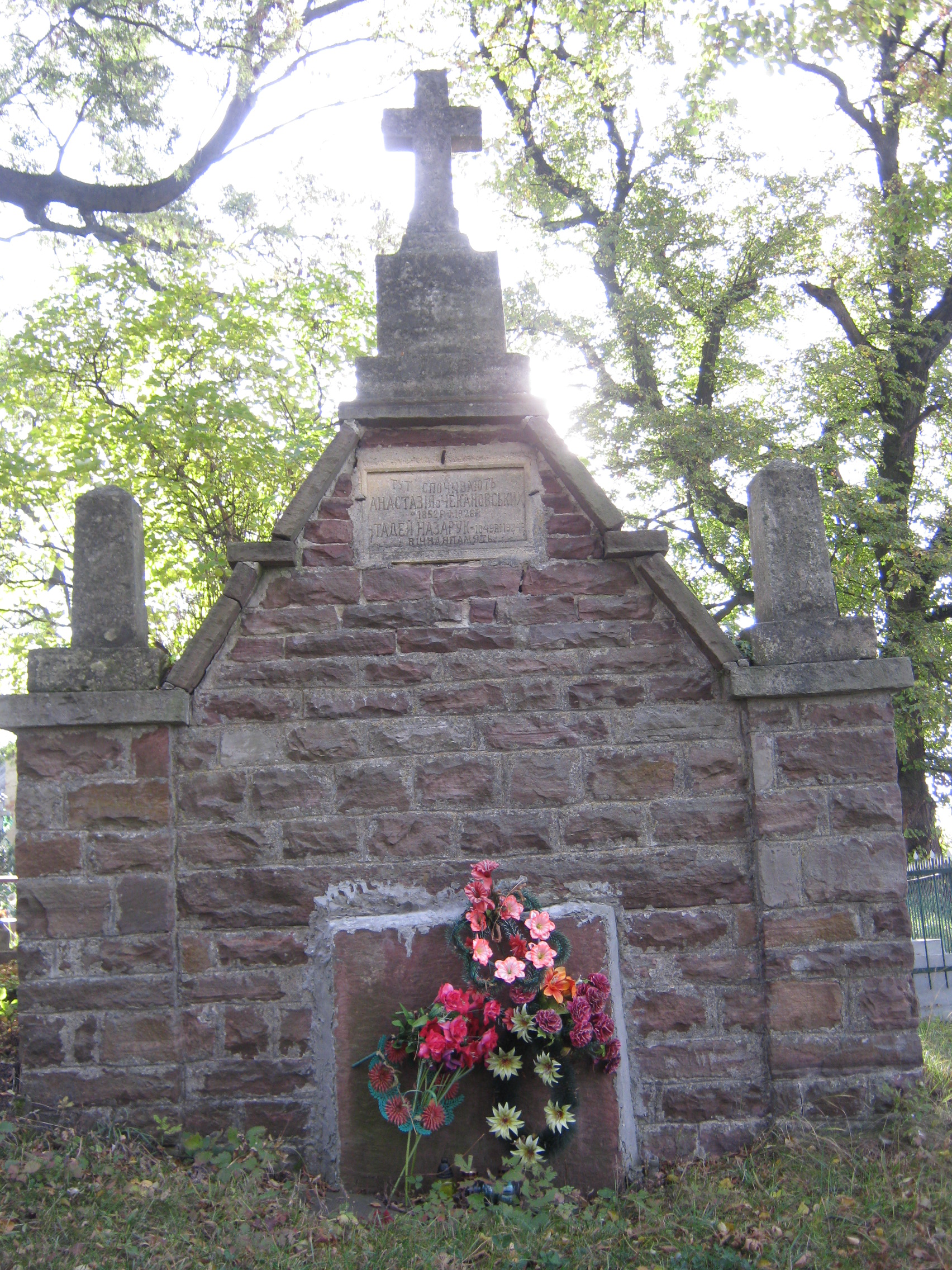
Гробівець батьків Осипа Назарука. Бучач-Нагірянка

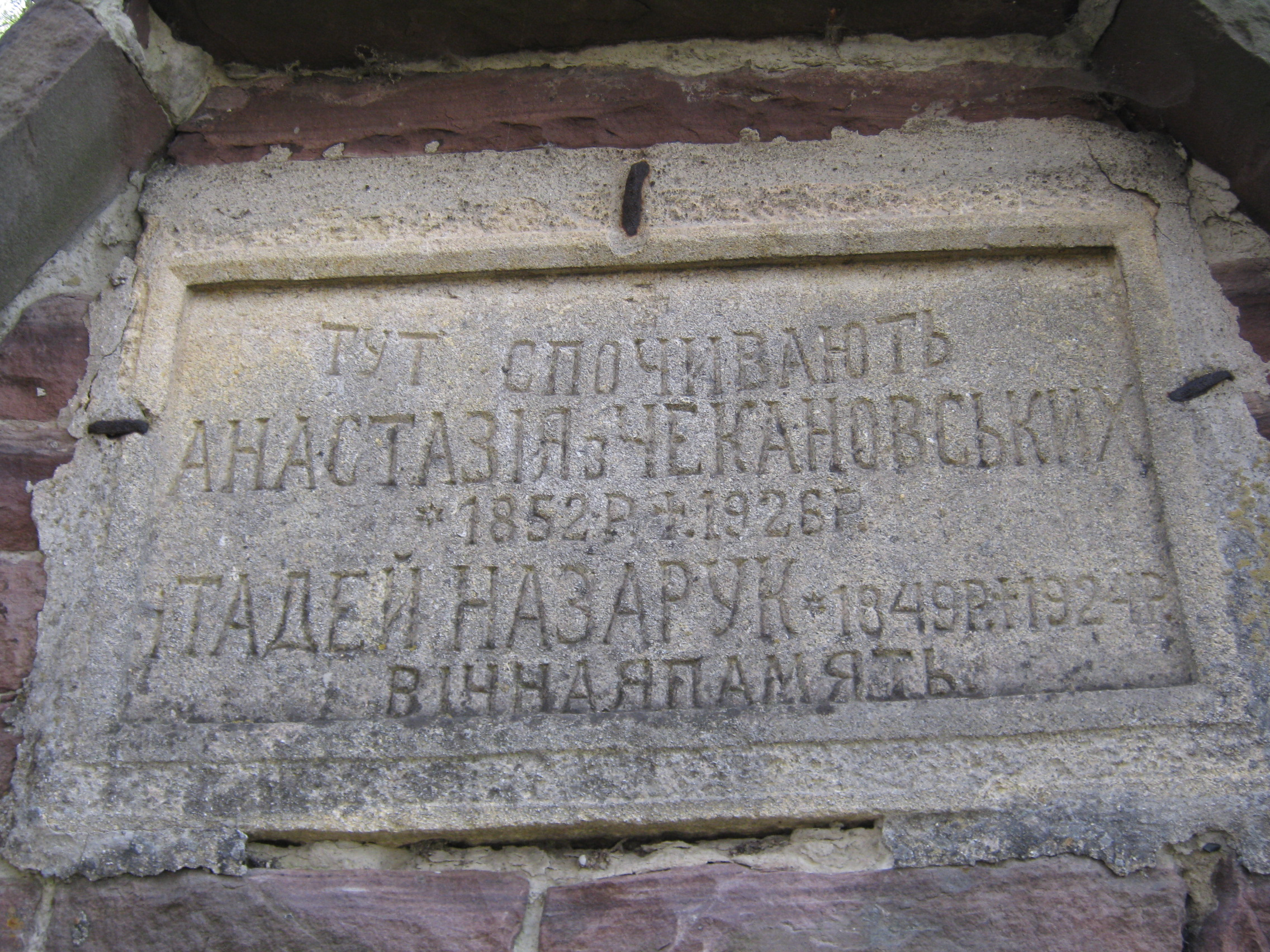
Гробівець батьків О. Назарука. Напис на таблиці

У 1922 році на прохання керівника дипломатичного представництво ЗУНР у США Луки Мишуги, Осип Назарук був направлений до Канади для очолення фінансової ініціативи уряду Західноукраїнської Народної Республіки в екзилі, спрямованої на залучення коштів від населення та української діаспори Канади шляхом випуску облігацій «Позички Національної Оборони» для підтримки уряду та дипломатичних місій. Продаж облігацій здійснювало представництво ЗУНР у Канаді під керівництвом Осипа та його заступника Івана Боберського. За період 1922—1924 років було продано облігацій «Позички Національної Оборони» на суму 33 290 канадських доларів.
Заступник голови делегації УНР на Ризькій мирній конференції у вересні 1920 року. Увійшов до президії Західноукраїнського товариства Ліги націй (22 січня 1922 р.). 19 квітня 1922 р. — з Відня у складі делегації ЗУНР відбув на Генуезьку конференцію. Один з засновників Центральної Управи УСС 22 квітня 1922 р., авторів звернення «До населення Галицької землі!» 10 вересня 1922 року із закликом бойкотувати вибори. У 1922—1926 роках перебував у США, в 1923—1926 рр. редагував тижневик «Січ» (Чикаго), у 1926—1927 рр. — редактор «Америки» (Філадельфія).
Повернувшись до Львова в 1928 році, став близько до Української Християнської Організації, від січня 1928 року очолював редакцію її газети «Нова Зоря».
У різних видавництвах Львова вийшли друком «Вчасна війна в північній Альберті», «Греко-католицька церква і українська ліберальна інтелігенція», «Галицька делегація в Ризі», «Спомини учасника», «Вибір звання», «Венеція. Катедра св. Марка», «Галичина і Велика Україна», «Замах на церкву», «Значіння партій» та інші книжки і брошури.
Перед загрозою радянської окупації 1939 р. був змушений еміґрувати до Польщі.
Осип Назарук помер від інфаркту 31 березня 1940 року в Кракові, нині Польща (тоді Генерал-губернаторство, Третій Райх) куди виїхав перед вступом радянських військ до Львова. Похований на Раковицькому цвинтарі Кракова. Поховання знаходиться: поле XXXIV, західний ряд, поховання 25, координати поховання: 50.075617, 19.956048.

## Літературна діяльність
З іменем Осипа Назарука пов'язане видання «Вісника Пресової квартири У. С. С.», гумористично-сатиричних журналів стрільців «Бомба», «Самопал». «Самоохотник». щомісячника «Шляхи».
Письменника постійно вабила історична тематика; погляд зупинився, зокрема, на двох яскравих постатях минулого — князі Ярослава Осмомисла та Роксолані, помандрував у часи монгольських набігів. Першою вийшла до читачів у 1918 році «Українська повість з 12-го століття у двох частинах» — «Князь Ярослав Осмомисл». Товариство «Просвіта» нагородило твір престижною «Михайловою премією». Літературні критики відгукнулися на книгу О. Назарука по-різному (полеміка не припинялася кілька років). Читачі дуже активно розкуповували повість, її почали вивчати у школах.
У цей період написав ще дві повісти — «Проти орд Чингісхана» і «Роксоляна», видати не вдалося: на заваді став буревій політичних і воєнних подій, що охопив Україну.
30 грудня 1918 року було утворене Управління преси та інформації УНР, яке він очолив. Після повернення до Галичини у 1919 р. керував Прес-кватирою Української галицької армії. Згодом із урядом ЗУНР еміґрував до Відня, де видав свій «Конспект споминів з української революції» під назвою «Рік на Великій Україні». В цій об'ємній книзі детально описував події від 5 листопада 1918 до 16 листопада 1919 року. Серед дійових осіб спогадів — Володимир Винниченко, Симон Петлюра, інші історичні постаті. 1971 р. побачила світ і двотомна повість «Проти орд Чингісхана».
Влітку 1922 р. виїхав із Відня до Канади, змушений був залишитися за океаном. У Канаді став відомий як співорганізатор гетьманського руху; в США (переїхав у листопаді 1923) одну за одною видав свої книжки і брошури: «Тома Томашевський — піонер української преси в Америці», «Іван Данильчук — найбільший український гуморист в Канаді», «На спокійнім океані», «Організаційний Отченаш», «В лісах Альберти і Скалистих горах», «В найбільшім парку Скалистих гір» та інші.
Повернувся до Львова у 1928 році, почав редагувати газету «Нова зоря» — католицький часопис. Виступав тут із публіцистичними статтями, найкращі з них видавав брошурами. 1930 р. побачила світ його доопрацьована протягом 1923—1929 рр. «Історична повість з XVI століття» під назвою «Роксоляна. Жінка халіфа й падишаха Сулеймана Великого, завойовника і законодавця».
Також у Львові у різних видавництвах вийшли «Вчасна війна в північній Альберті», «Греко-католицька церква і українська ліберальна інтелігенція» (обидві — 1929), «Галицька делегація в Ризі. 1920. Спомин учасника» (1930), «Вибір звання», «Венеція», «Катедра св. Марка», «Галичина і Велика Україна», «Гоги і магоги» (усі — 1934), «Ромаятерна. Вічний Рим — апостольська столиця» (1937), «Вражіння з Волині», «В Будапешті» (обидві — 1938), «Замах на церкву», «Значіння партій» (обидві — 1939) та інші. Статті О. Назарука публікували львівські часописи «Діло», «Українське слово», «Свобода», «Поступ», «Шляхи»…
Чимало з того, що написав, залишилося в рукописах… Але й твори, що побачили світ, чекала сумна доля. Після так званого «визволення» 1939 року книги письменника були вилучені з бібліотек і зараховані до категорії націоналістичних. Ім'я Осипа Назарука зникло з літератури. Нині письменник і його твори повертаються до читача.

### Твори
Автор історичних оповідань і повістей:
- Проти орд Чингісхана (1921)
- Князь Ярослав Осмомисл (Нью-Йорк, 1959)
- Роксоляна (1930)

праць:
- Що то є нарід або нація (Львів, 1911)
- Олекса Довбуш і Карпатські опришки (Джерзі Ситі, 1915)
- Що то є суспільні кляси, боротьба кляс, буржуазія, пролетаріят і організація ([S.l.], 1915)
- Як називається наш рідний край і нарід? (1915)
- Слідами українських січових стрільців (Львів: накладом Союзу Визволення України, 1916)
- Над Золотою Липою. В таборах Українських Січових Стрільців (Відень, 1916),
- Військо і політика (1919)
- Рік на Великій Україні (Відень, 1920; Львів-Відень, 1922)
- Корупція в державному житті (Львів-Відень, 1921. Видання «Українського Прапору»)
- Студентство і політика (1921)
- В лісах Алберти і скалистих горах (Чікаґо, 1924)
- Вячеслав Липинський – відновитель державної ідеольоґії України (Чікаґо, 1926)
- Київ і значіннє традиції (Чікаґо, 1926)
- Робітництво і релігія — ідея — преса — вкладка: найкоротші історія України для діячів (1926)
- Греко-католицька церква і українська ліберальна інтелігенція (Львів, 1929)
- Утеча зі Львова до Варшави. Спогади українського консерватиста з першої половини жовтня 1939 року (пол.) (Перемишль, 1999)
- Назарук О. Рік на великій Україні: конспект споминів з укр. революції / др. Осин Назарук. — Відень: Вид. «Укр. прапору», 1920. — 344 с. — (Українські мемуари).

та багатьох статей, репортажів.

## Оцінка діяльності
Дмитро Донцов у передмові до третього видання своєї праці «Націоналізм» назвав його «звеличником Петра й Катерини і ненависником козацтва».